# جوني موسو
جوني موسو (بالإنجليزية: Johnny Musso)‏ هو لاعب كرة قدم أمريكية ولاعب كرة القدم الكندية أمريكي، ولد في 6 مارس 1950 في برمنغهام في الولايات المتحدة.

## وصلات خارجية
- جوني موسو على موقع مرجع كرة القدم المحترفة.كوم (الإنجليزية)